# جسر ويليامزبرغ

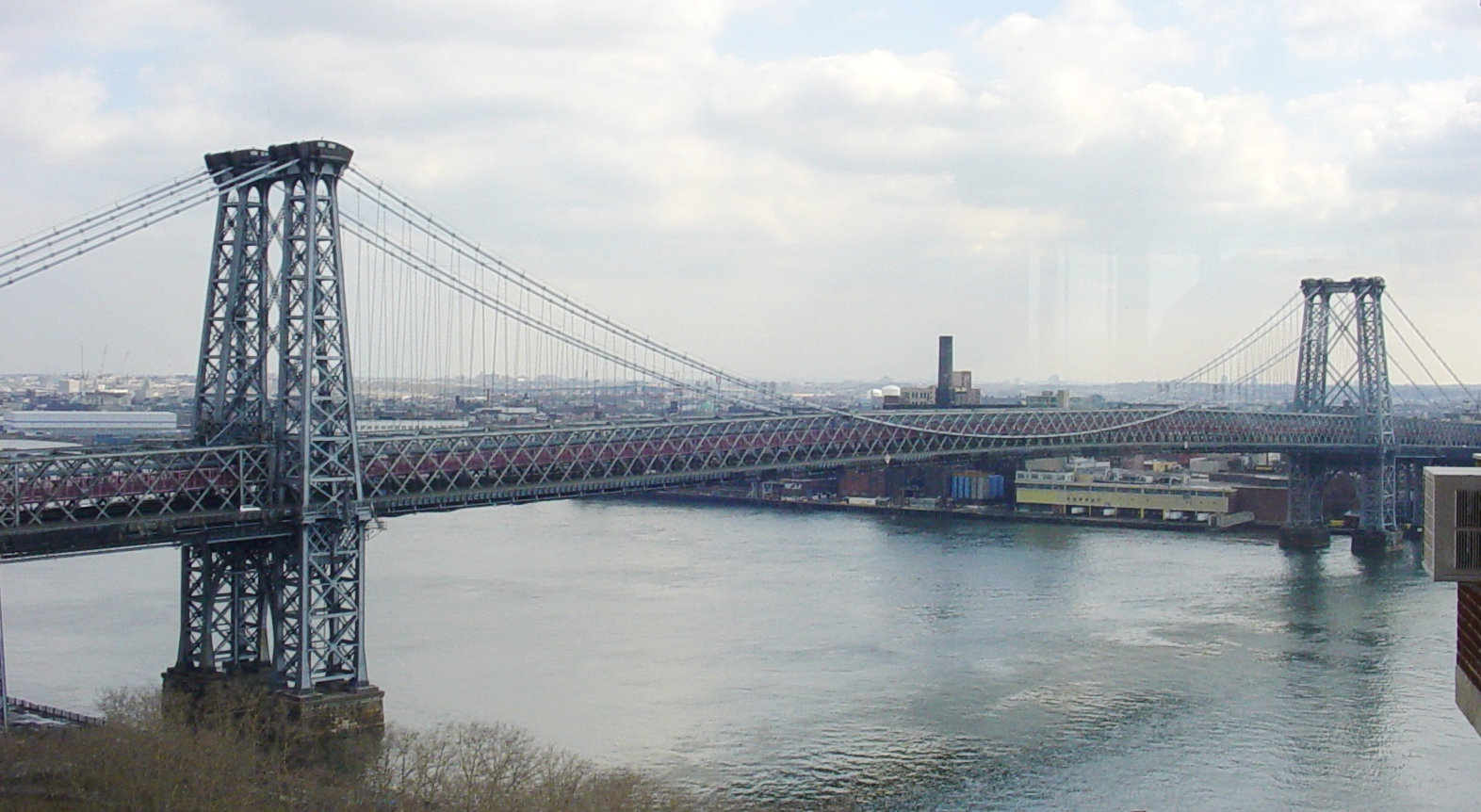
جسر ويليامزبرغ

جسر ويليامزبرغ (بالإنجليزية: Williamsburg Bridge)‏ هو جسر معلق في مدينة نيويورك عبر النهر الشرقي، والذي يربط بين الجانب الشرقي السفلي من مانهاتن في شارع ديلانسي مع وليامزبرغ في حي بروكلين عند برودواي بالقرب من الطريق السريع بروكلين كوينز (الطريق السريع 278). وكان يمر عبر طريق ولاية نيويورك 27A وكان من المقرر أن يمر عبر الطريق السريع 78، على الرغم إلغاء هذه الخطط بعد إلغاء الأوتوستراد مانهاتن السفلى وبوشويك.

## معرض صور

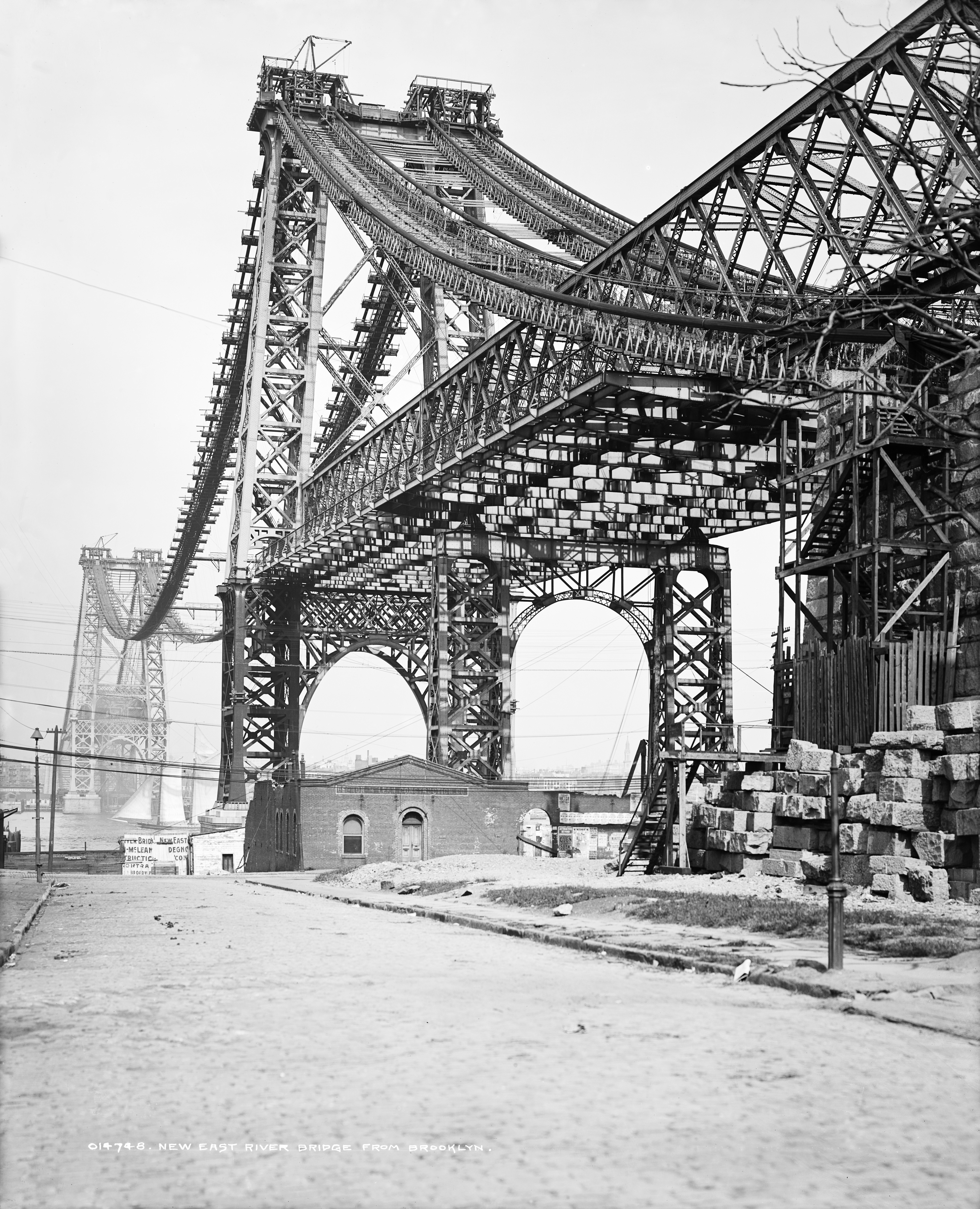
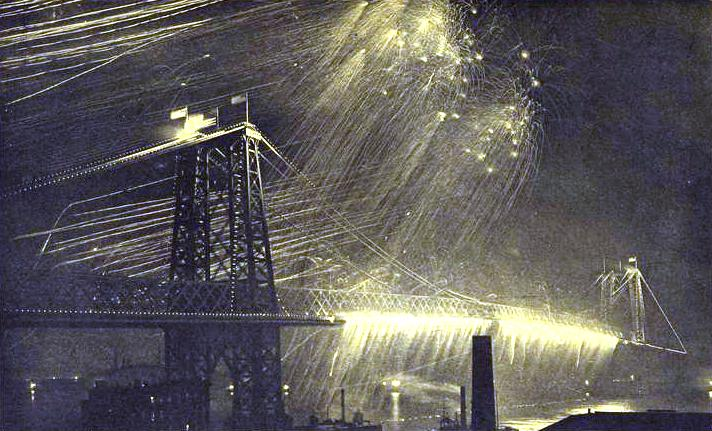
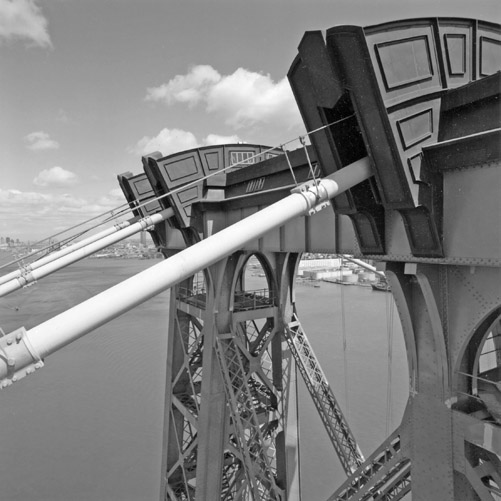